# Emilio Menéndez del Valle
Emilio Menéndez del Valle (ur. 20 czerwca 1945 w Madrycie) – hiszpański naukowiec, wykładowca stosunków międzynarodowych, dyplomata, poseł do Parlamentu Europejskiego V, VI i VII kadencji.

## Życiorys
W 1972 ukończył studia prawnicze na Uniwersytecie Complutense, później studiował również w Szkole Stosunków Międzynarodowych Columbia University (1973–1975). W 1995 obronił doktorat z dziedziny nauk politycznych na UNED w Madrycie.
Po ukończeniu uczelni amerykańskiej (1975) pracował jako wykładowca stosunków międzynarodowych na Uniwersytecie Complutense (1975–1980) i w madryckim oddziale University of Southern California (1975–1983).
Od 1983 do 1987 pełnił obowiązki hiszpańskiego ambasadora w Jordanii, a później we Włoszech (1987–1994). W 1999 zasiadł w ławach Parlamentu Europejskiego, gdzie był wiceprzewodniczącym delegacji ds. stosunków z Palestyńską Radą Legislacyjną (1999–2004). Był również sprawozdawcą ds. Bliskiego Wschodu. Ponownie wybrany w 2004 zasiadł w Komisji Spraw Zagranicznych. Był członkiem delegacji ds. stosunków z Afganistanem oraz z państwami Wspólnoty Andyjskiej oraz sprawozdawcą ds. stosunków UE–Indie. W 2009 uzyskał reelekcję do PE na trzecią kadencję.
W latach 1985–1995 zasiadał w Oficjalnej Komisji Hiszpańskiej na rzecz otworzenia w Hiszpanii Uniwersytetu Europejsko–Arabskiego. Był koordynatorem ds. Bliskiego Wschodu w Biurze Pomocy Humanitarnej Komisji Europejskiej (ECHO) w okresie 1997–1999.
Został odznaczony orderem niepodległości Jordańskiego Królestwa Haszymidzkiego oraz Wielkim Krzyżem Orderu Zasługi Republiki Włoskiej.